# ستينبيك
ستينبيك هي شركة تقوم بتصنيع جهاز محرر الأفلام. ستينبيك هو اسم العلامة التجارية التي أصبحت اسم مرادف لنوع من اجهزة تحرير الأفلام المسطحة التي يمكن استخدامها مع الافلام ذات المقاس 16 ملم و 35 ملم الصوت بصرية والممغنطة.

## نبذة
تأسست شركة ستينبيك في عام 1931 من قبل شخص يدعى فيلهلم ستينبيكفي في هامبورغ، بألمانيا. ومنذ ذلك الحين، انتشرت اجهزة تحرير الافلام وشهدت استخداماً كبيراً في الإنتاج التلفزيوني. حيث بلغ مجموعها أكثر من 25,000 آلة تعمل في جميع أنحاء العالم. انتقلت الشركة إلى فينرايفي هولندا في أيلول/سبتمبر 2003, ولا تزال تقوم بتصنيع اجهزة تحرير الافلام.
ومع ان هذا النوع من الافلام أصبح اقل استخداما في الوقت الحالي واصبح الاعتماد أكثر على الافلام والوسائط الرقمية - أجهزة مثل Lightworks ل تحرير الافلام غير الخطية لا تزال تستخدم Steenbeck ل إجراء عملية التحرير. إن مستويات الإضاءة المنخفضة في ستينبيك وسرعة التحكم فيها تجعلها من المعدات المفضلة لأرشيفات الأفلام وترميمها (مثل مجموعة الصور المتحركة لمكتبة الكونغرس). يمكن فحص المطبوعات بسرعة وسهولة مع مخاطر أقل من التلف مقارنة بجهاز عرض الأفلام. نظرًا لعدم وجود حركة متقطعة، يتم إنشاء الصورة من خلال جهاز عرض دوار يقوم بتسجيل الإطارات. من المعروف أن آلات Steenbeck بسلاستها على الأفلام، بسبب استخدامها لبكرات النايلون ذات الحواف الناعمة.

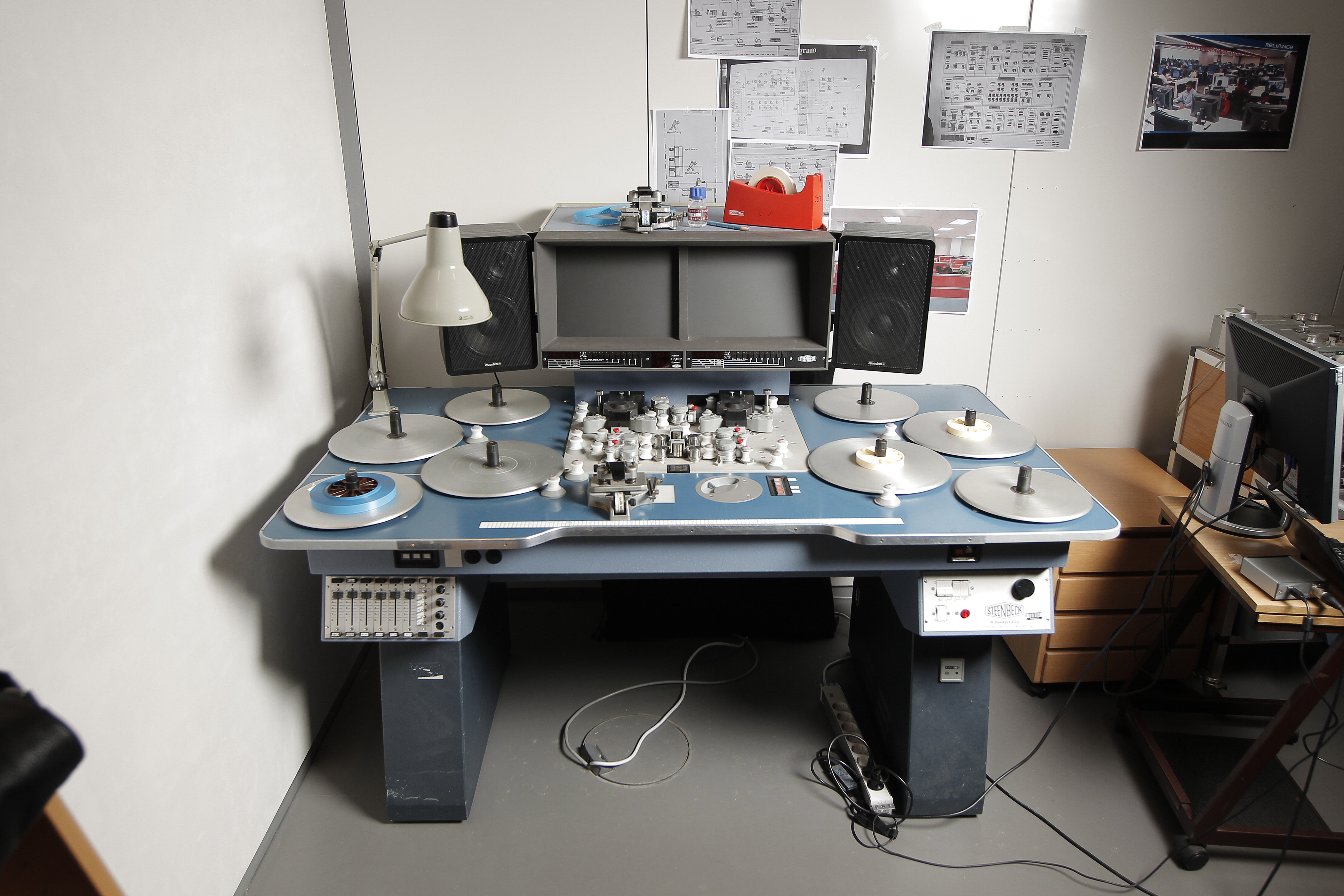
Steenbeck 16mm مسطحة ST 921